# Съюз на тримата императори
Съюзът на тримата императори (на немски: Dreikaiserbund) е неустойчив съюз между Руската империя, Германската империя и Австро-Унгарската империя, замислен от Ото фон Бисмарк като част от неговата политика на създаване на система от международни съюзи с оглед защита на Германия и запазване на мира в Европа. Съюзът цели от една страна да неутрализира съперничеството между Русия и Австро-Унгария по отношение на техните сфери на влияние на Балканите и от друга страна да неутрализира Франция.
Съюзът се основава на три споразумения, сключени съответно през 1873, 1881 и 1884 г. След това отношенията между трите империи се обтягат, а Съюзът престава де факто да действа през 1887 г.
На 25 май 1873 г., по време на посещението си във Виена, руският министър на външните работи Александър Горчаков и руският император Александър II сключват споразумение с императора на Австро-Унгария Франц Йосиф. Споразумението засяга ангажимент за военна подкрепа между двете държави и може да бъде разтрогнато не по-рано от две години и след предупреждение на другата страна. На 11 октомври (23 октомври) 1873 г. към това споразумение се присъединява и Германия. С това се поставя началото на „Съюза на тримата императори“.
На 6 юни 1881 г. в Берлин е подписан нов договор между трите държави, с което се урежда поведението им като Велики сили в Европа за период от 3 години и включва следните клаузи:
- Неутралитет на всяка от империите, в случай че някоя от тях воюва с четвърта сила – при конкретните условия Русия запазва неутралитет при евентуален френско-германски конфликт, а Австро-Унгария и Германия – при евентуална война между Русия и Великобритания;
- Териториалното статукво на европейската част на Османската империя и по-специално затварянето на проливите (Босфор, Дарданели) за военни кораби;
- Австро-Унгария си гарантира правото да анексира Босна и Херцеговина, ако са налице причини за това.

На 15 март 1884 г. договорът между трите държави е продължен за нов период от три години, но още на следващата година между тях възникват непреодолими противоречия и той загубва значението си.